# Leon Julian Padlewski

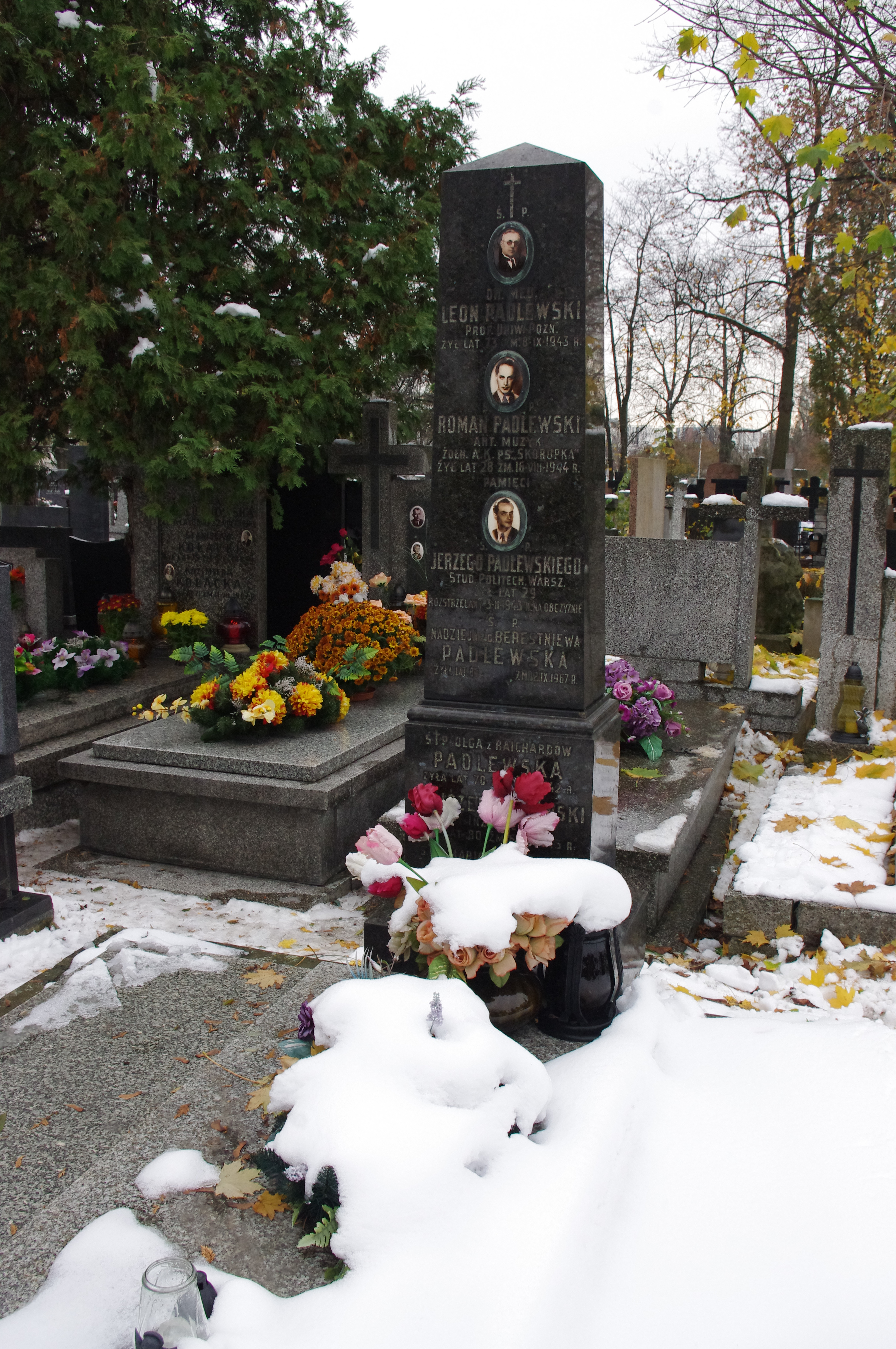
Grób Leona Juliana Padlewskiego

Herb Ślepowron

Leon Julian Józef Padlewski herbu Ślepowron (ur. 12 kwietnia?/24 kwietnia 1870 w Odessie, zm. 8 września 1943 w Warszawie) – polski lekarz bakteriolog.

## Życiorys
Syn Włodzimierza Romualda (1815–1886) i Zofii z Czerniawskich, brat Józefa (1863–1943), polskiego architekta. Bratankiem Leona Juliana był Włodzimierz Padlewski, polski architekt żyjący 103 lata. Leon Julian Padlewski 20 lipca 1910 poślubił Nadzieję Beresteniew, pianistkę. Mieli dwóch synów - Jerzego (1913-1943), studenta architektury, członka Organizacji Wojskowej Związek Jaszczurczy  i Romana (1915-1944), kompozytora, powstańca warszawskiego.
Leon Padlewski kończył z medalem złotym gimnazjum w Jekaterynodarze na Kaukazie (1890). Następnie studiował w Wojskowej Akademii Lekarskiej w Petersburgu, którą ukończył w 1895. W latach 1897–1898 badał bakteriologię zimnicy i durów na Kaukazie oraz czerwonki w Japonii. W latach 1903–1908 (z 2-letnią przerwą podczas wojny rosyjsko-japońskiej) pracował w Akademii i Instytucie Medycyny Doświadczalnej w Petersburgu. Badał epidemie dżumy w Indiach, Chinach, Mongolii, Mandżurii i Kraju Zabajkalskim (w latach 1899, 1901–1902, 1904–1905, 1911). Brał udział w pracach komisji międzynarodowej do walki z dżumą oraz ekspedycji Instytutu Pasteura, pod kierunkiem prof. Miecznikowa, dla badań nad dżumą i gruźlicą w stepach kirgiskich i kałmuckich. Zorganizował w Moskwie zakład mikrobiologii „Imunitet” oraz Instytut Bakteriologii w Jekaterynosławiu (1913). Początkowo pracował jako dyrektor zakładu mikrobiologii, od 1918 jako profesor katedry mikrobiologii w Jekaterynosławiu.
Brał udział w powstaniu bokserów w Chinach (1899–1900), wojnie rosyjsko-japońskiej (1904–1905) i I wojnie światowej (1914–1918).
Od 1922 pracował na Uniwersytecie Poznańskim jako zastępca profesora bakteriologii, od 1923 profesor nadzwyczajny w katedrze mikrobiologii, w latach 1931–1933 dziekan Wydziału Lekarskiego. W 1931 został członkiem Polskiej Akademii Umiejętności. Rozprawy naukowe ogłaszał w językach polskim i rosyjskim.
Zmarł 8 września 1943 w Warszawie. Pochowany na Cmentarzu w Wilanowie.

## Ordery i odznaczenia
- Order Świętego Włodzimierza (Imperium Rosyjskie)
- Order Wschodzącego Słońca V klasy (Japonia)
- Srebrny Medal Japońskiego Czerwonego Krzyża (Japonia)
- Srebrny Medal Instytutu Pasteura (Francja)